# سانگامان کاندا
سانگامان کاندا (به لاتین: Sangaman Kanda) یک منطقهٔ مسکونی در سری‌لانکا است که در ناحیه امپرا واقع شده‌است.